# Bajing Kulon
Bajing Kulon is een bestuurslaag in het regentschap Cilacap van de provincie Midden-Java, Indonesië. Bajing Kulon telt 6350 inwoners (volkstelling 2010).